# Agrotis spoderopa
Agrotis spoderopa là một loài bướm đêm trong họ Noctuidae.